# Ionuț Neagu (senator)
Ionut Neagu (n. 26 septembrie 1982, Întorsura Buzăului, România) este un politician român care a servit din 2020 până în 2024 ca membru al Senatul României, ales din partea partidului Alianța pentru Unirea Românilor (AUR). 

## Carieră politică (2020–2024)

### Senator
La alegerile parlamentare din România din 2020, Neagu a fost ales deputat în circumscripția nr. 15 Covasna, din partea partidului Alianța pentru Unirea Românilor, în cadrul scrutinului desfășurat la data de 6 decembrie, preluând mandatul la 21 decembrie.
Într-o ședință plenară din 21 octombrie 2024, Neagu a declarat: „În urma scandalurilor și acuzațiilor privind cererea de foloase necuvenite și a opacității conducerii partidului, care s-a erijat într-o nomenclatură totalitară, cer public demisiile pentru prostul management următorilor: Domnului George Simion, domnului Marius Lulea, domnului Titus Păunescu, domnului Răzvan Biro și doamnei Ramona Lovin”. Mandatul său a încetat pe 21 decembrie 2024.